# Susannah Hoffmann
Susannah Hoffmann (* 20. März 1963 in Montreal, Québec, Kanada) ist eine kanadische Theater- und Filmschauspielerin und Ballerina.

## Leben
Hoffmanns Vater arbeitete als Stadtplaner, ihre Mutter arbeitete für eine Zweigstelle der Vereinten Nationen im Bereich der Zivilluftfahrt. Sie absolvierte eine Ausbildung zur Tänzerin und trat mit den Les Grands Ballet Canadians auf. Mit sechzehn Jahren entschied sie, in das Theaterfach zu wechseln. Sie studierte an der Dome Theatre School des Dawson Colleges in Montreal und zog anschließend 1983 nach Ontario.
Sie begann ihre Filmschauspielkarriere Mitte der 1980er Jahre in Besetzungen in einzelnen Episoden kanadischer Fernsehserien. 1987 verkörperte sie mit 24 Jahren in der Fernsehserie Anne in Kingsport die Rolle der erst 14-jährigen Jen Pringle. Im Folgejahr hatte sie eine Nebenrolle in Das Gehirn inne. In den nächsten Jahren folgten Besetzungen in verschiedenen Filmprojekten, meistens für die Fernsehfilmproduktion, und Episodenrollen in kanadischen und US-amerikanischen Fernsehserien. Nach Anonymous Rex aus dem Jahr 2004 war sie erst wieder 2015 in Pay the Ghost in einem Film zu sehen. 2016 spielte sie in Slasher – Der Vollstrecker die Rolle der Marjorie Travers.
Hoffmann war bis zu dessen Tod 2010 mit dem US-amerikanisch-kanadischen Schauspieler Maury Chaykin verheiratet. Der Ehe entstammt eine Tochter.

## Filmografie
- 1985: Evergreen (Mini-Fernsehserie, Episode 1x01)
- 1985: Große Märchen mit großen Stars (Shelley Duvall’s Faerie Tale Theatre) (Fernsehserie, Episode 4x03)
- 1985, 1987: Nachtstreife (Night Heat) (Fernsehserie, 2 Episoden, verschiedene Rollen)
- 1987: Anne in Kingsport (Mini-Fernsehserie, 4 Episoden)
- 1987: Schatten in der Dunkelheit (Echoes in the Darkness) (Mini-Fernsehserie, 2 Episoden)
- 1987: Hearts of Fire
- 1987: Lena: My 100 Children (Fernsehfilm)
- 1988: T and T (Fernsehserie, Episode 1x14)
- 1988: Glory Enough for All (Fernsehfilm)
- 1988: Das Gehirn (The Brain)
- 1988: Erben des Fluchs (Friday the 13th: The Series) (Fernsehserie, 2 Episoden, verschiedene Rollen)
- 1988: Diamonds (Fernsehserie, 1 Episode)
- 1988: Katts und Dog (Katts and Dog) (Fernsehserie, Episode 1x03)
- 1989: Millennium – Die 4. Dimension (Millennium)
- 1989: Die Campbells (The Campbells) (Fernsehserie, Episode 3x07)
- 1990: Ultraman – Mein geheimes Ich (My Secret Identity) (Fernsehserie, Episode 2x23)
- 1991: Fly by Night (Fernsehserie, Episode 1x10)
- 1991: Vincent Black Shadow (Fernsehfilm)
- 1992: Secret Service (Fernsehserie, Episode 1x06)
- 1993: Melrose Place (Fernsehserie, Episode 1x27)
- 1997: Gänsehaut – Die Stunde der Geister (Goosebumps) (Fernsehserie, Episode 3x03)
- 1997–1998: PSI Factor – Es geschieht jeden Tag (PSI Factor – Chronicles of the Paranormal) (Fernsehserie, 2 Episoden, verschiedene Rollen)
- 1998: Akte X – Die unheimlichen Fälle des FBI (The X-Files) (Fernsehserie, Episode 5x10)
- 1998: Sleeping Dogs Lie
- 1998: Edison: The Wizard of Light (Fernsehfilm)
- 1999: Outer Limits – Die unbekannte Dimension (The Outer Limits) (Fernsehserie, Episode 5x05)
- 1999: Touched
- 1999: Made in Canada (Fernsehserie, Episode 2x05)
- 1999: Dear America: A Journey to the New World (Kurzfilm)
- 2000: The Courage to Love (Fernsehfilm)
- 2001: Midwives (Fernsehfilm)
- 2002: Crossed Over (Fernsehfilm)
- 2002: A Nero Wolfe Mystery (Fernsehserie, Episode 2x16)
- 2004: Call Me: The Rise and Fall of Heidi Fleiss (Fernsehfilm)
- 2004: Wilby Wonderful
- 2004: Anonymous Rex (Fernsehfilm)
- 2015: Pay the Ghost
- 2016: 11.22.63 – Der Anschlag (11.22.63) (Mini-Fernsehserie, Episode 1x01)
- 2016: Slasher – Der Vollstrecker (Slasher – The Executioner) (Fernsehserie, 4 Episoden)
- 2017: Alias Grace (Mini-Fernsehserie, Episode 1x06)
- 2019: Frankie Drake Mysteries (Fernsehserie, Episode 3x05)
- 2024: Darkest Miriam